# Iglesia de la Santísima Trinidad (Veguillas de la Sierra)
La iglesia de la Santísima Trinidad es la parroquial de Veguillas de la Sierra, municipio de la provincia de Teruel, en la (Comunidad de Aragón, España).
Templo católico cuya fábrica data de finales del primer tercio del siglo XVIII (1729), la primera piedra se colocó el 25 de abril de ese año. Eclesiásticamente, pertenece a la diócesis de Teruel y Albarracín.

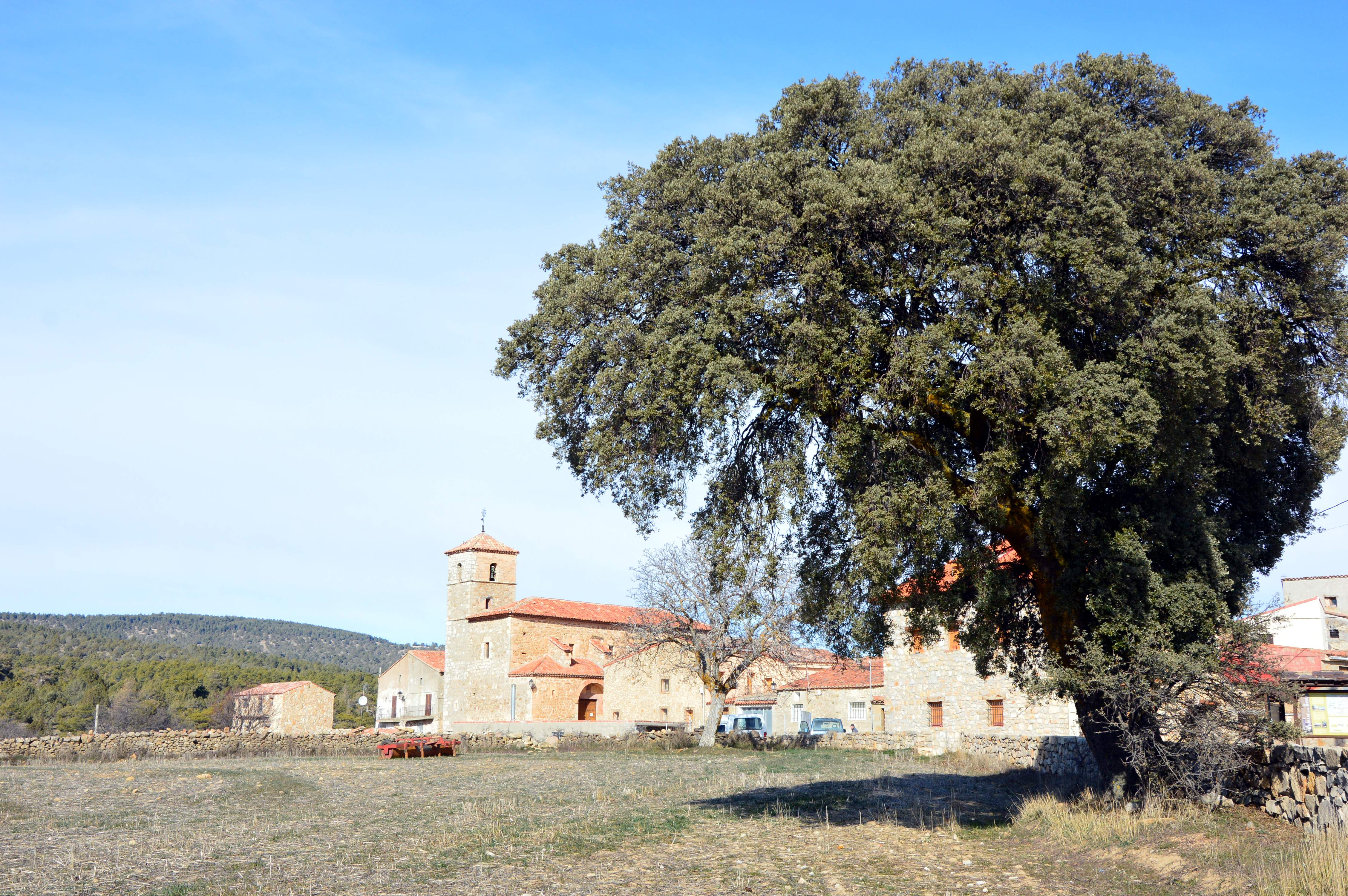
Detalle de encina, variedad de querqus en una finca de cultivo a la entrada de Veguillas de la Sierra (Teruel), con la parroquial al fondo, año 2017.

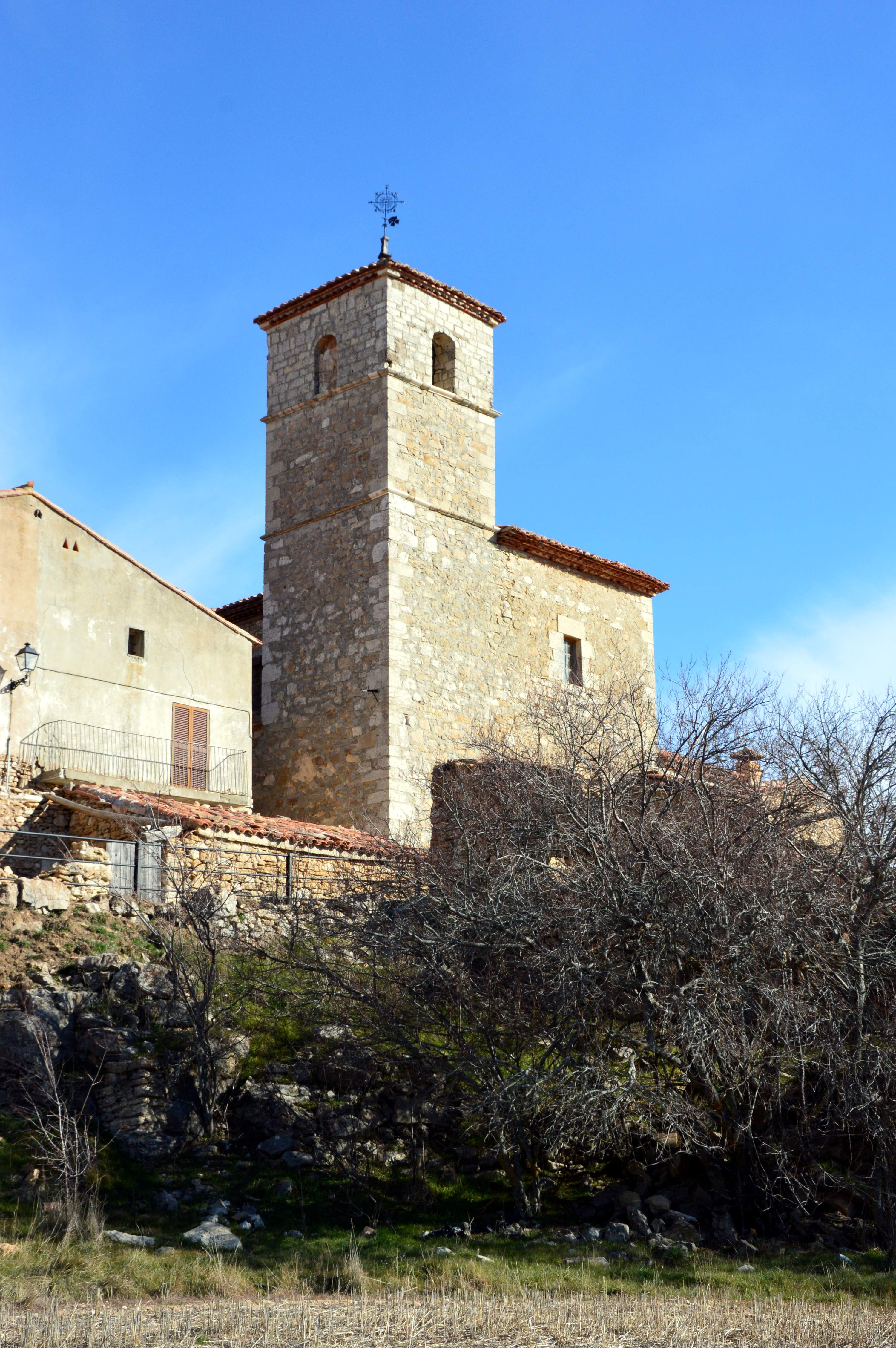
Vista general (suroccidenal) de la parroquial de la Sma. Trinidad en Veguillas de la Sierra (Teruel)..

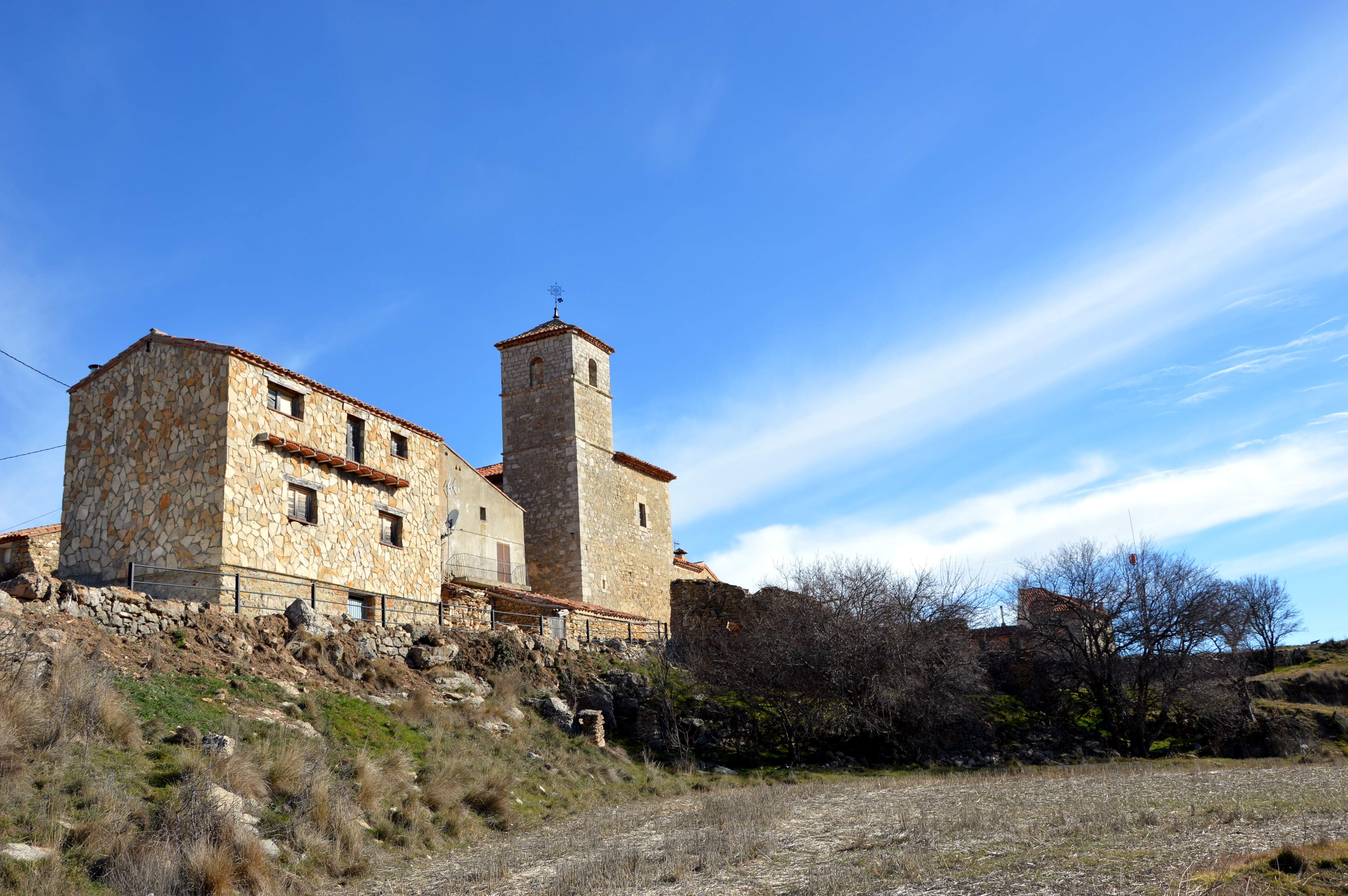
Vista general (suroccidenal) de la parroquial de la Sma. Trinidad en Veguillas de la Sierra (Teruel)..

## Historia
Hasta el siglo XVIII Veguillas de la Sierra era «un grupo de masadas que en lo eclesiástico dependían de la parroquia de El Cuervo y en lo político del condado de Fuentes»: dichas masías conservan el nombre de sus ruinas o parajes: «Casas del Paso», «El Saz», «La Serna». Hasta la construcción del nuevo templo parroquial, las masadas de Veguillas se servían para los servicios religiosos de una ermita dedicada a la «Santísima Trinidad» -situada junto al cementerio, próxima a la Fuente Vieja-: «los moradores de aquellas masadas debían proveer de lo necesario» para el mantenimiento del culto y los oficios. En esta situación permaneció durante todo el siglo XVII, hasta el punto que «en 1689, el rector de El Cuervo pasaba a decir la misa a Veguillas por depender de su parroquia».
La situación cambió a partir del primer tercio del siglo XVIII, cuando Veguillas logró tener parroquia propia, a la par que independencia administrativa, aunque se desconocen los decretos de erección de su parroquial.

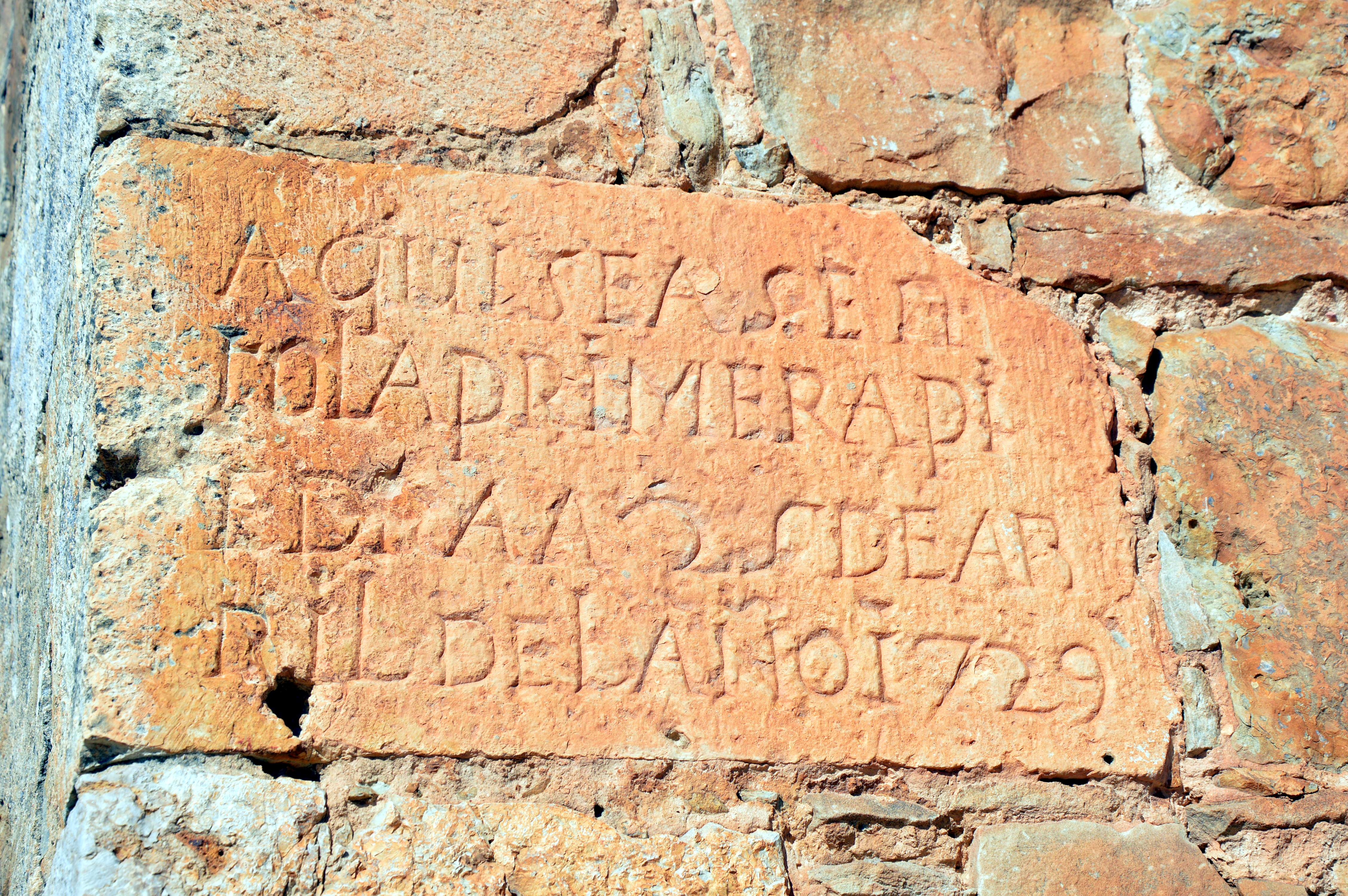
Detalle de inscripción correspondiente a la primera piedra de la iglesia parroquial de la Sma. Trinidad en Veguillas de la Sierra (Teruel)..

Según consta en una piedra tallada –situada en el ángulo suroriental del templo, lado de la epístola-, la primera piedra de la nueva iglesia parroquial de Veguillas de la Sierra se puso al final del primer tercio del siglo XVIII –dice el texto-: «AQUÍ SE ASEN/ TO LA PRIMERA PI/ EDRA A 25 DE AB/ RIL DEL AÑO 1729»
El nuevo templo tomó su título de la vieja ermita, pasando a denominarse «iglesia parroquial de la Santísima Trinidad»: la antigua ermita perdió su primitiva advocación y pasó a nombrarse como «ermita de San Marcos», «Iglesia Vieja» o simplemente «La Ermita». La construcción del nuevo templo debió producirse de forma coetánea con el agrupamiento del poblamiento disperso de las antiguas masadas que formaban «Veguillas» o «Las Veguillas». 
A finales del siglo XVIII (1795), consta que mosén Francisco Pérez -natural de la vecina población de Villastar (Teruel)-, fundó una capellanía vitalicia en la iglesia parroquial de Veguillas, poniéndola bajo la invocación del «Santísimo Cristo del Consuelo» y «Almas del Purgatorio».
Mediado el siglo XIX (1849), dice Madoz de la existencia en Veguillas de una «igl., parr. (La Sma. Trinidad) servida por un cura de entrada y de provisión ordinaria», esto es, por el obispo de la diócesis.-
Durante la Revolución Española de 1936, el templo fue profanado y saqueado -quemando el retablo y las imágenes-: la devastación corrió a cargo de milicianos de la Columna Eixea-Uribe, al mando de Manuel Eixea Vilar de orientación comunista.

## Descripción
La iglesia parroquial de Veguillas de la Sierra es un edificio exento, situado en el extremo meridional del pueblo, posee planta rectangular, orientado de norte (cabecera) a sur (pies), con la entrada en el muro meridional -lado de la epístola, descentrada hacia los pies- y torre-campanario también a los pies, lado del evangelio. Posee muros de mampostería ordinaria, cobertura a cuatro aguas -vertiendo sobre los tejadillos laterales- y atrio exterior formado por arco de medio punto en la parte externa y otro recto interior, en cuya clave luce una cruz trinitaria (redondeada)-:

«El interior de la iglesia es de techo alto, bien iluminado. [...] Posee tres naves, la mayor cubierta con bóveda de medio cañón con lunetos y las laterales con bóveda de arista: tres capillas al evangelio y dos a la epístola, con arcos de medio punto en las arcadas. La tercera capilla del lado de la epístola corresponde al atrio interior, situado a los pies. El interior del templo está decorado con estucos barrocos de gran calidad, con una gruesa cornisa de varios niveles recorriendo todo su perímetro, con la excepción del presbiterio. Los adornos son florales con abundantes cabezas de angelotes –en clara alusión a los querubines, guardianes de la gloria de Dios-: los capiteles de las pilastras existentes entre las capillas laterales lucen roleos y hojas de acanto».
Veguillas de la Sierra, Teruel, Alfredo Sánchez Garzón

El presbiterio es un espacio cuadrangular, elevado un escalón por encima del piso del templo, carece de retablo, en su lugar hay una gran cruz de madera lisa, con el sagrario a los pies, con óleos a ambos lados. Posee dos estancias simétricas: la de la epístola corresponde a la sacristía, la del evangelio a un almacén.
El coro alto se halla a los pies del templo, soportado por un gran arco rebajado, luciendo en el frontis una gran baranda de madera torneada con pasamano: al coro se accede por una escalerita situada a la izquierda de la entrada, lado de la epístola. Desde el coro se accede a su vez a la torre-campanario por otra escalerita con atoques situada al fondo del coro, lado del evangelio.
El piso de campanas posee cuatro vanos -dos de ellos cegados-: el vano meridional está vacío, aunque hubo una gran campana, desaparecida durante la Guerra Civil Española; en el oriental hay una campana mediana en cuya epigrafía figura el nombre de «Santa Bárbara»: posee el bronce yugo de hierro, una cruz potenzada y la imagen de la santa en relieve, vaciada en 1697.